# Johannes Jungbauer
Johannes Jungbauer (* 1964 in Bad Mergentheim) ist ein deutscher Psychologe und Hochschullehrer, der seit 2004 Professor für Psychologie an der Katholischen Hochschule Nordrhein-Westfalen in Aachen sowie Leiter des dortigen Instituts für Gesundheitsforschung und Soziale Psychiatrie (igsp) ist. In seinen Fachbüchern befasst er sich mit Themen wie Schizophrenie und Familienpsychologie, aber auch mit Fragen der Trauerbegleitung.

## Leben
Jungbauer absolvierte zwischen 1987 und 1994 ein Studium der Psychologie an der Universität Trier und war nach dem Abschluss dieses Studiums von 1994 bis 1998 als selbständiger Diplom-Psychologe in den Bereichen Beratung, Weiterbildung und Training tätig. Daneben absolvierte er zwischen 1995 und 1997 eine Weiterbildung zum Gesprächspsychotherapeuten bei Reinhard Tausch am Institut für Klientenzentrierte Beratung und Gesprächspsychotherapie in Stuttgart und war ferner während dieser Zeit auch Wissenschaftlicher Mitarbeiter der Universität Trier am Lehrstuhl für Soziologie von Roland Eckert.
Nach Beendigung dieser Tätigkeit wechselte er 1998 als Wissenschaftlicher Mitarbeiter an die Universität Leipzig, wo er bis 2004 an der Klinik und Poliklinik für Psychiatrie sowie Abteilung für Medizinische Psychologie und Medizinische Soziologie arbeitete. Zwischenzeitlich erfolgte 2001 seine Promotion zum Dr. phil. an der Freien Universität Berlin mit der Dissertation Leben mit einem schizophrenen Partner : eine qualitative Untersuchung zur Situation von Ehe- und Lebenspartnern schizophrener Menschen.
Jungbauer, der auch als Lehrbeauftragter an der Europäischen Fernhochschule Hamburg sowie an der Hochschule für Technik, Wirtschaft und Kultur Leipzig (HTWK) ist, erhielt 2002 den Forschungspreis der Deutschen Gesellschaft für Soziale Psychiatrie (DGSP).  Von 2004 bis 2006 absolvierte er eine Fortbildung zum Supervisor an der Deutschen Psychologenakademie in Bonn, der Bildungseinrichtung des Berufsverbandes Deutscher Psychologinnen und Psychologen (BDP).
Seit 2004 hat Jungbauer eine Professur für Psychologie an der Katholischen Hochschule Nordrhein-Westfalen in Aachen inne. 2005 schloss er seine Habilitation an der Medizinischen Fakultät der Universität Leipzig ab. Im Jahr 2010 gründete er gemeinsam mit Albert Lenz aus Paderborn das Institut für Gesundheitsforschung und Soziale Psychiatrie (igsp) und übernahm auch dessen Leitung.

## Veröffentlichungen
- Leben mit einem schizophrenen Partner : eine qualitative Untersuchung zur Situation von Ehe- und Lebenspartnern schizophrener Menschen, 2001
- Partner schizophrener Patienten : Belastungslagen, Bewältigungsstrategien, Lebensentwürfe, Bonn 2002, ISBN 3-88414-317-4[1]
- „Unser Leben ist jetzt anders.“ : Belastungen und Belastungsfolgen bei Angehörigen schizophrener Patienten, Mitarbeit Jeannette Bischkopf, Bonn 2005, ISBN 3-88414-396-4
- Kinder und Partner psychisch kranker Menschen. Belastungen, Hilfebedarf, Interventionskonzepte, Mitherausgeber Albert Lenz, Tübingen 2008, ISBN 978-3-87159-074-0[2]
- Familienpsychologie kompakt, Weinheim 2009, ISBN 978-3-621-27681-8
- Familien mit einem psychisch kranken Elternteil : Forschungsbefunde und Perspektiven für die Soziale Arbeit, Opladen 2010, ISBN 978-3-938094-69-3[3][4]
- Wegbegleitung, Trost und Hoffnung : interdisziplinäre Beiträge zum Umgang mit Sterben, Tod und Trauer, Mitherausgeber Rainer Krockauer, Opladen 2013, ISBN 978-3-938094-67-9